# Bibliothèque de l'Université Waseda
 (novembre 2017).
Si vous disposez d'ouvrages ou d'articles de référence ou si vous connaissez des sites web de qualité traitant du thème abordé ici, merci de compléter l'article en donnant les références utiles à sa vérifiabilité et en les liant à la section « Notes et références ».
 (juin 2021).
Les bibliothèques ou la bibliothèque de l'université Waseda (早稲田大学図書館 ; Waseda Daigaku Toshokan) sont collectivement la première ou deuxième plus grande bibliothèque universitaire du Japon.
Établies en 1882, elles possèdent quelque 5,6 millions de volumes et 46 000 publications en série, ainsi que 30 000 journaux en ligne et 500 000 e-books.

## Histoire
La bibliothèque de l'université Waseda a été créée à l'origine lors de la fondation de l'université en 1882 (appelée à l'époque 東京専門学校 ; Tokyo Senmon Gakkou). Lorsque l'université change de nom pour trouver son appellation définitive en 1902, une nouvelle bibliothèque est construite, la deuxième du campus.
En 1925, une troisième bibliothèque est construite dans le bâtiment qui est aujourd'hui le bâtiment no 2.
Durant la Seconde Guerre mondiale et le bombardement de Tokyo, la bibliothèque est préservée de la destruction. Elle possède ainsi une collection unique qui a survécu à la guerre, contrairement à beaucoup de ses homologues ; elle possède certains documents que même la Bibliothèque nationale de la Diète ne possède pas. Pour cette raison, sa collection est une ressource importante dans l'étude de l'histoire et de la littérature japonaise d'avant-guerre.
Afin de développer son catalogue, l'université se porte régulièrement acquéreuse de documents et manuscrits anciens. En 1989, elle achète un fragment du Livre des morts égyptien.
Le bâtiment actuel de la bibliothèque centrale a été inauguré en 1991, commémorant le centenaire de l'université. Dans l'ensemble, l'université compte 29 bibliothèques : la bibliothèque centrale, quatre bibliothèques de campus et des bibliothèques scolaires ou des salles de lecture pour les étudiants, rattachées à chaque école et institut. On dit que ces bibliothèques contiennent environ 5,6 millions de livres.
En 1992, l'université crée le Meiji Imprints Microform Project, qui vise à numériser les textes de la période de l'ère Meiji, dont les pages se détériorent très rapidement du fait de leur composition en pulpe de bois.
Dans les années 2000, l'université se lance dans un programme de numérisation de ses ouvrages les plus précieux, dont des textes de l'époque d'Edo.
Dans les années 2010, les bibliothèques de l'université atteignent le chiffre de deux millions de visiteurs par an, et de 900 000 livres empruntés par an.

## Branches
La bibliothèque est divisée en une bibliothèque centrale et quatre bibliothèques principales, dont une sur chaque campus et des bibliothèques scolaires ou des salles de lecture pour les étudiants, rattachées à chaque école et institut. Ces bibliothèques sont la bibliothèque de recherche du Mémorial S. Takata (avec un accès limité pour les étudiants), la bibliothèque des sciences et de l'ingénierie, la bibliothèque de Toyama et la bibliothèque de Tokorozawa. En outre, un certain nombre de bibliothèques départementales et d'instituts spécialisés sont intégrées dans ce collectif de bibliothèque.

## Collections
La bibliothèque universitaire Waseda possède un grand nombre d'objets d'une valeur culturelle éminente. Les manuscrits, les livres rares, la calligraphie, les bandes manuscrites de poèmes, les documents d'archives liés à l'histoire du Japon et plusieurs collections spéciales portant le nom de leurs donateurs figurent parmi les deux articles désignés comme trésors nationaux et cinq ensembles (187 articles) autres. En raison de leur rareté, l'accès à ces documents est généralement limité, sauf pour les expositions spéciales.
Parmi les nombreuses collections uniques de la Waseda University Library, on peut citer :
- Œuvres littéraires de la dynastie Qing de Chine, recueillies par un auteur de vers chinois, Noguchi Ichitaro (nom de plume : Neisai, 1867-1905) ;
- Histoire de la dynastie Ming, donnée en 1910 par Shimomura Masataro (1883-1944), propriétaire de Daimaru Draper à Kyoto et ancien élève de Waseda ;
- Littérature statistique au début du Japon moderne ;
- Matériel gouvernemental et lettres liées au fondateur de l'université ;
- Livres militaires chinois des ères Qing et Ming ;
- Les mathématiques classiques japonaises et chinoises, en particulier de nombreuses éditions de "Jinkoki" ;
- Livres japonais de la fin de l'époque d'Edo ;
- Manuscrits originaux des maîtres du renga (Sōgi, Shinkei , etc.) ; et
- Histoire du système juridique japonais moderne.

En dehors du système de la bibliothèque, l'université Waseda a également des musées, y compris le Waseda Theatre Museum, qui contient sa propre collection. L'Institut Waseda d'études Asie-Pacifique (qui fait partie de la Graduate School of Asia-Pacific Studies) abrite également d'importantes collections de documents comme la Collection Masuda sur la politique et le droit en Indonésie dans les années 1950-1960 et la Collection Nishijima sur l'occupation japonaise de l'Indonésie.

## Accès
Le système de la bibliothèque universitaire Waseda limite généralement l'accès aux étudiants, professeurs, chercheurs, membres d'associations d'anciens et membres du Waseda Supporters Club (avec un don de 30 000 ¥). Cependant, avec une lettre d'introduction d'une autre bibliothèque universitaire demandant l'accès à des documents spécifiques, l'entrée est possible. De plus, les détenteurs d'une carte d'étudiant / faculté de l'université Keio, de l'université Doshisha, de l'université Hitotsubashi et de l'université Kansai peuvent accéder à la bibliothèque sans lettre d'introduction. Les étudiants de certaines universités étrangères peuvent demander un accès privilégié si l'université Waseda a signé un accord avec cette université, mais en mai 2014, il n'y avait aucune référence à ces accords sur le site Web de la bibliothèque Waseda. Par exemple, le 30 mai 2002, le professeur Michitaro Urukawa, directeur de la bibliothèque de l'université Waseda, et James G. Neal, bibliothécaire de l'université Columbia, ont signé un mémorandum énonçant un accord entre les deux bibliothèques pour coopérer dans l'échange de prêt entre bibliothèques et échanges de personnel.
L'université Waseda a également signé un accord similaire avec l'université du Maryland, College Park.